# Релешть
Релешть, Релешті (рум. Rălești) — село у повіті Джурджу в Румунії. Входить до складу комуни Гогошарі.
Село розташоване на відстані 72 км на південний захід від Бухареста, 23 км на захід від Джурджу.

## Населення
За даними перепису населення 2002 року у селі проживали 203 особи. Рідною мовою 201 особа (99,0%) назвала румунську.
Національний склад населення села:
| Національність | Кількість осіб | Відсоток |
| -------------- | -------------- | -------- |
| румуни         | 196            | 96,6%    |
| цигани         | 7              | 3,4%     |